# الفرقة البريطانية السادسة المحمولة جوا
 كانت الفرقة المجوقلة السادسة فرقة مشاة محمولة جوا للجيش البريطاني خلال الحرب العالمية الثانية. على الرغم من اسمها، فإن السادسة كانت في الواقع الثانية من فرقتين مجولقتين للجيش البريطاني خلال الحرب، والآخرى هي الفرقة الأولى المحمولة جواً. تشكلت الفرقة السادسة المحمولة جواً في الحرب العالمية الثانية، في منتصف عام 1943، بقيادة اللواء ريتشارد ن. يتألف التشكيل من لواء المظليين الثالث والخامس إلى جانب اللواء الجوي السادس ووحدات الدعم.
كانت أول مهمة للفرقة هي عملية تونغا في 6 يونيو 1944، يوم دي، وهو جزء من إنزال نورماندي، حيث كانت مسؤولة عن تأمين الجهة اليسرى من غزو الحلفاء أثناء عملية أوفرلورد. بقي التشكيل في نورماندي لمدة ثلاثة أشهر قبل أن يتم سحبه في سبتمبر. تم تدريب الفرقة يومًا بعد يوم في وقت لاحق من ذلك الشهر، على مدار أسبوع تقريبًا، للتحضير للانضمام إلى «عملية ماركت جاردن» ولكن تم إيقافه في النهاية.
بعد الحرب، تم تحديد الفرقة باعتبارها الاحتياطي الاستراتيجي الإمبراطوري، وتم نقلها إلى الشرق الأوسط. أرسلت في البداية إلى فلسطين للتدريب المظلي، ثم قامت بدور الأمن الداخلي. في فلسطين، مرت الفرقة بالعديد من التغييرات في التكوين، وتم تقليص الحجم إلى لوائين فقط من المظليين بحلول وقت حلها في عام 1948.